# شتات عراقي
يشير الشتات العراقي إلى العراقيين الأصليين الذين غادروا إلى بلدان أخرى كمهاجرين أو لاجئين، ويعتبر اليوم أحد أكبر الشتات في العصر الحديث، حيث وصفته الأمم المتحدة بأنه "أزمة إنسانية" سببتها حرب الخليج عام 1991 وغزو العراق عام 2003 والحروب التي تلت ذلك.
يتكون الشتات من مجموعات عرقية ودينية مختلفة من العراق، بما في ذلك: العرب والأكراد والتركمان والشركس ومعظمهم من المسلمين (الإسلام السني أو الشيعي). بالإضافة إلى ذلك، هناك أيضًا مجتمعات مسيحية داخل الشتات، مثل الآشوريين والأرمن وكذلك بعض اليهود. هناك أيضًا يزيديون داخل الشتات العراقي.

## التاريخ
بدأت هجرة العراقيون منذ نشوء المملكة العراقية في الثلاثينات من القرن العشرين وخاصة بين أبناء الطائفة المسيحية واليهودية. كما حدثت الهجرة أيضا لأسباب سياسية بعد سيطرة حزب البعث على السلطة وكذلك مع بدء الحرب العراقية الإيرانية. وأدى فرض الحصار الاقتصادي على العراق إلى هجرة مئات الآلاف بسبب تردي الأوضاع الاقتصادية.
وبعد غزو العراق في عام 2003 وبسبب الأوضاع الخطرة وغير المستقرة هاجر كثير من أبناء الشعب العراقي إلى الدول المجاورة وأوروبا ودول أخرى، ووصلت الهجرة ذروتها في عام 2006 بسبب العنف الطائفي وسيطرة الميليشيات المسلحة. وبعد ظهور الصحوات في عام 2007 استقر الوضع نوعا ما ورجع الكثير إلى مناطق سكناهم الأصلية ولكن بقي الكثيرون خارج العراق ويقدر عدد العراقيين الذين يعيشون خارج أرض وطنهم بأربع ملايين تقريبا.

## يهود العراق
في عام 1941، قامت مجموعة من الضباط العراقيين المناهضة للهيمنة البريطانية بالإطاحة بالوصي عبد الإله، وتوالت الضغوط الشعبية على حكومة الكيلاني المنادية بضرورة التحالف الاستراتيجي مع دول المحور لإنهاء الهيمنة البريطانية، واعتبر اليهود متعاونين مع السلطات البريطانية، وتصاعد النفوذ الموالي لدول المحور في العراق. في ظل الوضع السياسي المتوتر، حدثت لليهود أحداث مهمة أدت إلى تقلص أعدادهم أهمها إقالتهم من الوظائف الحكومية وأحداث الفرهود التي شملت قتل وسرقة بيوت وأموال اليهود العراقيين خصوصا في بغداد فقد كانت نسبة اليهود في بغداد حوالي 25% من سكان بغداد وبعد هذه الأحداث والتي تلت سنة 1956 وإسقاط الجنسية العراقية عن اليهود العراقيين فانخفضت نسبة اليهود في العراق من 3% إلى 0.1% في سنة 1958.
بعد إعلان الدولة الإسرائيلية تعرض اليهود العراقيون لحملات من تهجير وإسقاط الجنسية. فيما ازدهرت حياة اليهود المتبقين بعد إعلان جمهورية العراق بقيادة الزعيم عبد الكريم قاسم خلال فترة حكمه وأوقف حملة إسقاط الجنسية عن اليهود لكن سرعان ما تدهورت أوضاعهم بعد سنة 1963 بسبب الانقلاب البعثي وقتل الزعيم العراقي عبد الكريم قاسم وانخفضت نسبتهم إلى 10 أشخاص فقط في سنة 2003 وجميعهم من كبار السن.
ويوجد اليوم حوالي 500 الف عراقي يهودي في إسرائيل وحوالي 150 الف عراقي يهودي في المملكة المتحدة وحوالي 100 الف يهودي في الولايات المتحدة وحوالي 50 ألف عراقي يهودي في أوربا.

## الكرد الفيليون
إن الكرد الفيلية أقدم سكان العراق[بحاجة لمصدر] فهم يعتبرون من نسل العيلاميين الذين سكنوا شرق بلاد الرافدين، ولقد تعرض الكرد الفيليه لحملة تهجير وإسقاط جنسية بشعة لأسباب مذهبية خلال سنوات صعود حزب البعث إلى السلطة وارتفعت نسبة التهجير خلال الحرب العراقية الإيرانية حيث تم تهجيرهم من قراهم الممتدة من قضاء خانقين في ديالى مرورا بمدينة مندلي وقضاء بلدروز ونواحي السعدية وشهربان وصولا إلى محافظة واسط في قضاء بدرة وجصان انتهائا بناحية الطيب في محافظة ميسان وكذلك تم زج شبابهم في السجون، وتم مصادرة أموالهم وعقارتهم خصوصا أنهم كانوا من أهم تجار بغداد.
خلال التعداد السكاني للعراق سنة 1920 و1935 و1948 و1957 كان الكرد الفيلية يشكلون نسبة 2.5% من سكان العراق[بحاجة لمصدر] حيث تركز تواجدهم في محافظة ديالى إذ شكلوا ربع السكان بينما شكلوا 15% من سكان محافظة واسط بالإضافة إلى وجودهم الكبير في العاصمة بغداد وأعداد قليلة في ميسان وكركوك والسليمانية.
وحاليا يوجد 420 ألف نسمة في إيران و180 ألف في أوروبا بينما عاد حوالي 350 الف من الهجرة بعد غزو العراق عام 2003.

## فرس عراقيون
سكن الفرس في العراق منذ عهد الإمبراطورية الساسانية الفارسية منذ 2000 سنة وكانت عاصمة الإمبراطورية الفارسية مدينة المدائن العراقية أظهرت إحصاءات 1920 و1935 و1948 و1957 أن الفرس يشكلون 1.7% من مجموع سكان العراق ويتركز وجودهم في مراكز المحافظات مثل مدينة كربلاء ومدينة النجف بالإضافة إلى مدينة الكاظمية والكرادة في محافظة بغداد وبأعداد أقل في مدينة البصرة ومدن أخرى كان الفرس في العراق قبل عام 1979 يتمتعون بحرية كاملة ووجود مدارس وصحف وإذاعات باللغة الفارسية ولكن مع سقوط حكومة الشاه في إيران وبداية الحرب العراقية الإيرانية تم تهجير أغلب العراقيين الفرس وتم مصادرة أموالهم وعقاراتهم وتم طردهم على الحدود بصورة بشعة كما تم زج الآلاف من الشباب العراقيين الفرس بالسجون وتم قتل الآلاف خلال عملية التهجير القسري. يعيش حوالي 500 ألف عراقي فارسي في إيران وهناك 100 ألف نسمة في أوروبا والولايات المتحدة.[بحاجة لمصدر]